# Курган скорботи
Курган скорботи — перший в Україні пам'ятник жертвам Голодомору, розташований за 1 км від м. Лубен біля Спасо-Преображенського Мгарського монастиря. Відкритий 11 вересня 1993 року з приводу 60-х роковин Голодомору 1932—1933 років.

## Історія зведення
За ініціативою письменника Олекси Коломійця та Українського фонду культури 1990 року неподалік Мгарського монастиря на Зажур-горі було вивершено Курган скорботи, землю для якого привозили з усіх регіонів України. Того ж року було встановлено і освячено хрест. 1993 року за проектом архітектора Анатолія Ігнащенка спорудили сам меморіал.
Відкривали меморіал Голова Верховної Ради УРСР Леонід Кравчук, Голова Ради національностей Верховної Ради СРСР Борис Олійник і заступник директора Інституту літератури АН УРСР, член-кореспондент АН УРСР Микола Жулинський.

## Опис
На насипному кургані встановлено великий дзвін, що завершується хрестом. До нижнього краю дзвону прикріплені 30 малих дзвонів — від усіх областей України, Президента, Слов'янського центру, Малої Академії народних ремесел м. Івано-Франківська, кіностудії «Укртелефільм», лубенців.
На великому дзвоні напис:
|  | «Голодомор-1933: коли відходить одна людина — з нею вмирає світ. Коли ж мільйони ідуть в прірву — тоді вмирає вже ціла галактика» |

Ліворуч меморіалу є ще один дзвін, встановлений при освяченні місця.